# Anyon
Anyonen (von englisch any ‚irgendein‘) sind exotische Quasiteilchen, die weder Bosonen (mit ganzzahligem Spin) noch Fermionen (mit halbzahligem Spin) sind. In der theoretischen Festkörperphysik werden die Anyonen besonders im Zusammenhang mit dem Quanten-Hall-Effekt intensiv erforscht. Neuerdings beschäftigen sich auch Experimentalphysiker und Informatiker damit, und zwar im Zusammenhang mit sogenannten „topologischen Quantencomputern“.
Anyonen können aus mathematischen Gründen nur in zwei Dimensionen existieren. Als Quasiteilchen sind sie in zweidimensionalen Systemen (z. B. dünne Schichten) etabliert.
Ein Anyon darf nicht mit dem chemischen Begriff Anion verwechselt werden.

## Auftreten und mathematische Grundlage
Die Existenz dieser Teilchen ist eine Folge davon, dass die Art der Quantenstatistik von massiven identischen Teilchen von der Dimension des Raumes abhängt: Der Hilbertraum trägt eine unitäre Darstellung der Fundamentalgruppe des Konfigurationsraums. Für eine Dimension ist dies die triviale Gruppe und es gibt keinen Unterschied zwischen Fermionen und Bosonen. Für zwei Dimensionen ist dies die Artin'sche „Zopfgruppe“ und für drei Dimensionen und mehr die symmetrische Gruppe. Da die Zopfgruppe die symmetrische Gruppe nur als Quotienten enthält, sind in zweidimensionalen Systemen neben Bosonen und Fermionen noch weitere Teilchenarten erlaubt.

## Beispiel: Gebrochenzahliger (= fraktionaler) Quanten-Hall-Effekt
Die Vertauschung zweier elementarer Anregungen mit nicht ganzzahliger Ladung führt hier wegen der anhängenden Magnetflussquanten bei Drehungen um 360° zu einer Aharonov-Bohm-Phase, welche weder {\displaystyle \pi } (Fermionen) noch 0 bzw. {\displaystyle 2\pi } (Bosonen) beträgt, sondern durch einen beliebigen Wert {\displaystyle \theta } charakterisiert ist ({\displaystyle \langle \psi _{1}\psi _{2}\rangle \equiv \langle \psi _{2}\psi _{1}\rangle \,e^{i\theta }}). Der Spin hat dann den Wert {\displaystyle s=\theta /2\pi }, muss also auch nicht notwendig ganz- oder halbzahlig sein.
Im Zusammenhang mit diesem Effekt, insbesondere den Zusammenhängen mit dem ganzzahligen und gebrochenzahligen Quanten-Hall-Effekt, ist auch der Begriff der sog. „Composite Fermions“ aktuell (s. u. bei Literatur).

## Anwendungen
Anwendungen betreffen sowohl reale mathematisch-abstrakte Aspekte wie die bereits erwähnte Artin'sche Zopfgruppe als auch derzeit als spekulativ zu bewertende Gegenstände wie eine von Experimentalphysikern und Informatikern untersuchte aussichtsreiche „topologische“ Realisierung eines Quantencomputers. Hierfür sind besonders die sogenannten nichtabelschen Anyonen interessant, deren Vertauschungsrelationen sich nicht durch eine Phase allein beschreiben lassen. Nichtabelsche Anyonen besitzen interne Freiheitsgrade, so dass ein System von {\displaystyle n} Anyonen (an den Orten {\displaystyle r_{1},\dots ,r_{n}}) eine {\displaystyle g>1}-fache Entartung aufweist und Vertauschungen unter den {\displaystyle n} Teilchen mit einer unitären Transformation auf dem {\displaystyle g}-dimensionalen entarteten Raum einhergehen. Wenn diese unitären Transformationen nicht alle miteinander kommutieren, heißen die Anyonen nicht-abelsch. (Der Name kommt daher, dass die unitären Transformationen als eine nichtabelsche Darstellung der der Vertauschung zugrunde liegenden Zopfgruppe verstanden werden können.) Topologisches Quantencomputing wird dann innerhalb des {\displaystyle g}-dimensionalen Raums allein durch Vertauschen von Anyonen realisiert. Dazu müssen die durch Vertauschung erzeugten unitären Transformationen eine universelle Menge von Quantengattern sein.

### Fachartikel
- Frank Wilczek: Anyons. In: Scientific American. Band 264, Nr. 5, Mai 1991, S. 58–65, JSTOR:24936902 (englisch).
- Sumathi Rao: An Anyon Primer. 1992, doi:10.48550/ARXIV.HEP-TH/9209066 (englisch).
- H. Bartolomei u. a.: Fractional statistics in anyon collisions. In: Science. Band 368, Nr. 6487, 10. April 2020, S. 173–177, doi:10.1126/science.aaz5601 (englisch).
- Gerald A. Goldin: The Prediction of Anyons: Its History and Wider Implications. 2022, doi:10.48550/ARXIV.2212.12632 (englisch).
- Mark Buchanan: It takes a village to discover anyons. In: Nature Physics. Band 19, Nr. 2, Februar 2023, S. 148–148, doi:10.1038/s41567-023-01942-7 (englisch).

### Fachbücher
- Frank Wilczek: Fractional Statistics and Anyon Superconductivity (= Series on Directions in Condensed Matter Physics. Band 10). WORLD SCIENTIFIC, 1990, ISBN 978-981-02-0048-0, doi:10.1142/0961 (englisch).
- Jainendra K. Jain: Composite Fermions. 1. Auflage. Cambridge University Press, 2007, ISBN 978-0-521-86232-5, doi:10.1017/CBO9780511607561.
- Bernhard Schiekel: Festkörperphysik und Topologie - eine Einführung, Kapitel 7: Fraktionaler Quanten-Hall Effekt (darin Anyonen, Zopfgruppe, und verallgemeinerte Anyonen Modelle), Ulm, 2023.
- Alberto Lerda: Anyons. Quantum Mechanics of Particles with Fractional Statistics. Springer-Verlag, Berlin Heidelberg New York 1992, ISBN 3-540-56105-6 (englisch, springer.com [PDF]).